# バイエルン人とカランタニア人の改宗
『バイエルン人とカランタニア人の改宗』（ラテン語: Conversio Bagoariorum et Carantanorum、ドイツ語: Bekehrung der Baiern und Karantanen）は、870年代にザルツブルクで著されたラテン語の歴史書。バイエルンでキリスト教を布教し、聖ペーター僧院教会を開いた初代ザルツブルク司教聖ルーペルト（710年死去）の生涯を記し、最後にカランタニアの略史を語っている。
著者は当時のザルツブルク司教アダルウィンと考えられている。当時東ローマ帝国のキュリロスとメトディオスによって大モラヴィアやパンノニアのスラヴ人にスラヴ語典礼によるキリスト教布教が行われており、ラテン語典礼のみを認めるアダルウィンらドイツ人聖職者と対立していた。アダルウィンは東フランク王ルートヴィヒ2世に『バイエルン人とカランタニア人の改宗』を献上し、歴史的側面からラテン語典礼派とスラヴ語典礼派の対立を解説し、王を前者の後ろ盾としようとしたものと見られている。

## 再版
- Wolfram, Herwig, ed (1979). Conversio Bagoariorum et Carantanorum. Vienna: Böhlau
- Bartoňková, Dagmar, ed. (1969). "Libellus de conversione Bagoariorum et Carantanorum (i.e. Conversio)". Magnae Moraviae fontes historici III. Prague: Statni pedagogicke nakl.